# Hercostomus bitinctus
Hercostomus bitinctus är en tvåvingeart som beskrevs av Becker 1922. Hercostomus bitinctus ingår i släktet Hercostomus och familjen styltflugor. Inga underarter finns listade i Catalogue of Life.